# Phytosciara qingyuana
Phytosciara qingyuana är en tvåvingeart som beskrevs av Yang, Zhang och Yang 1995. Phytosciara qingyuana ingår i släktet Phytosciara och familjen sorgmyggor.
Artens utbredningsområde är Zhejiang (Kina). Inga underarter finns listade i Catalogue of Life.